# نستلن (كورنوال)
نستلن (بالإنجليزية: Nanstallon)‏ هي قرية تقع في المملكة المتحدة في كورنوال.